# Nonasp
Nonasp (en castellà, Nonaspe) és una vila i municipi de la comarca aragonesa del Baix Aragó-Casp. Pertany a la comarca natural del Matarranya (ja que comparteix riu, llengua, cultura i tradicions).

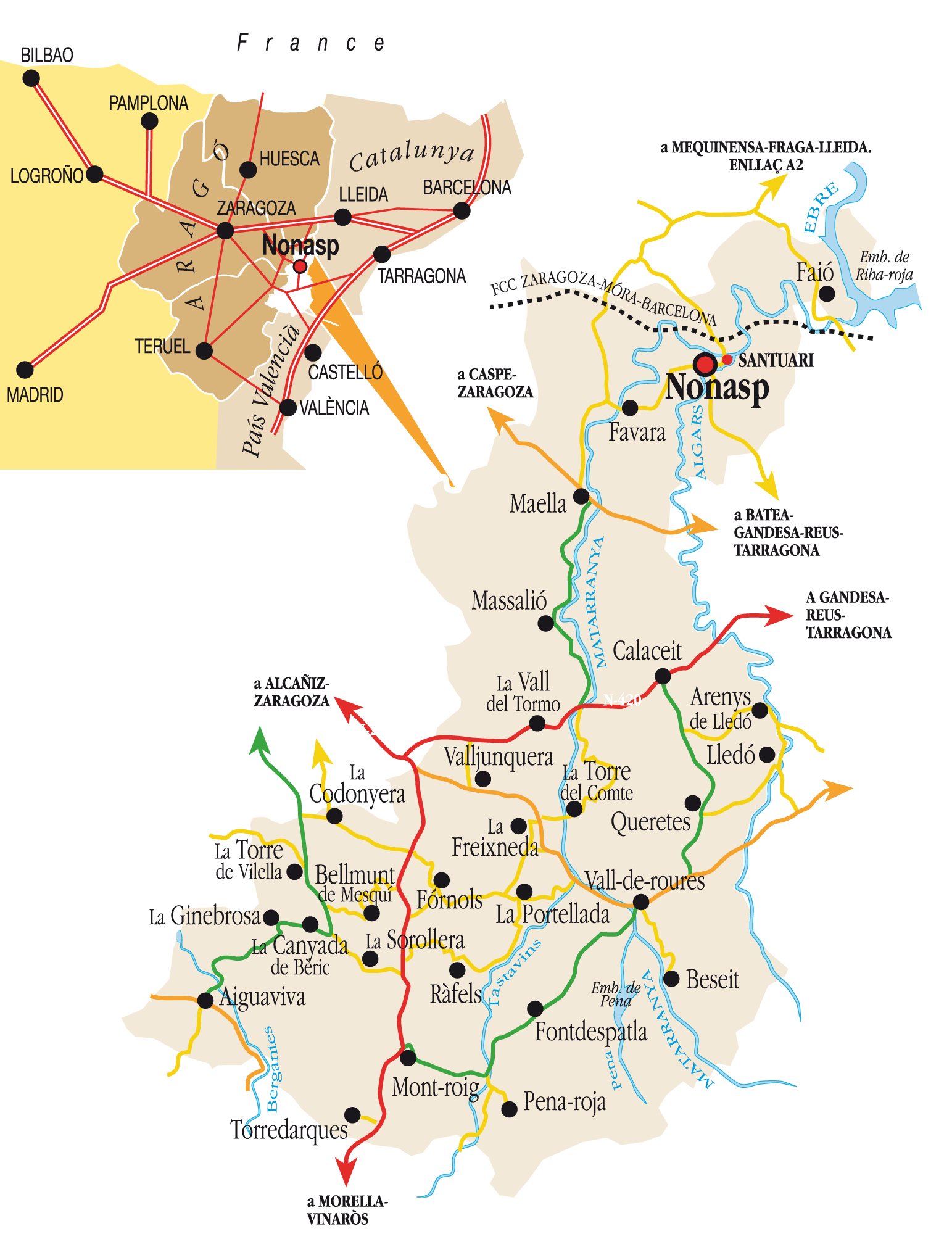
Comarca natural del Matarranya

## Clima
Nonasp és en una zona de transició entre les regions marítimes i les terres interiors, seques i continentals. El caràcter muntanyós fa que les condicions siguin molt variades. Té una temperatura mitjana anual de 15 °C i un període fred relativament llarg (del novembre al febrer). Les temperatures d'estiu són freqüentment sufocants i assoleixen mitjanes superiors als 25 °C.

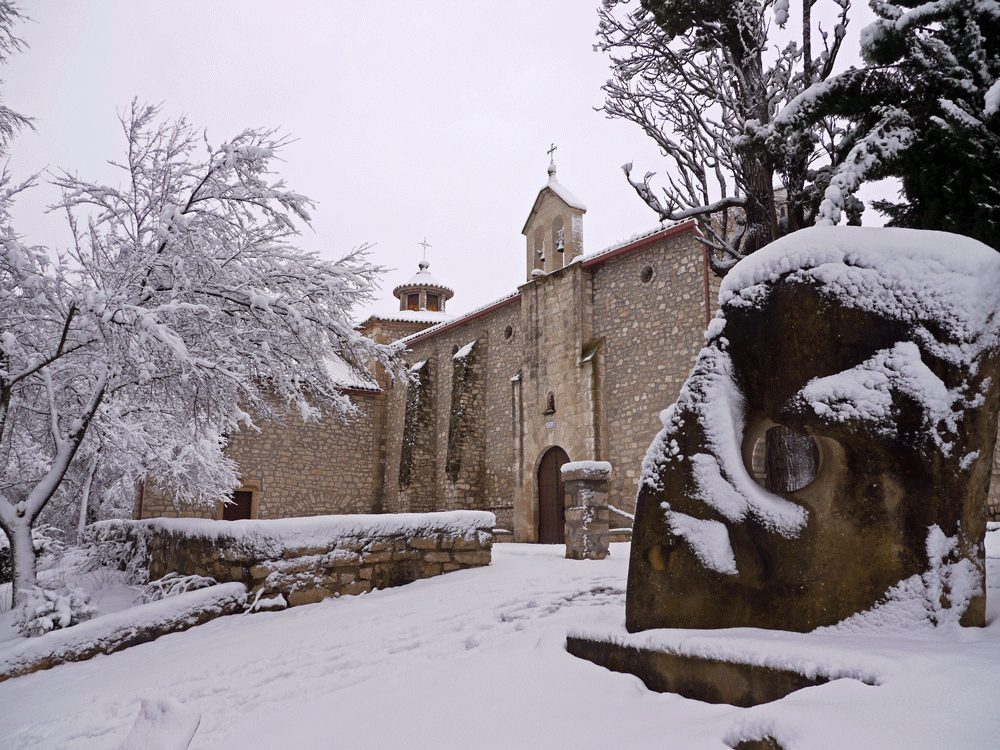
Ermita de la Mare de Déu de les Dos Aigües nevada

Durant els mesos de juliol i agost, se solen produir temperatures que passen de 40 °C, producte d'una situació atmosfèrica del sud que provoca l'arribada d'aire tropical del Sàhara, molt càlid i sec, i que augmenta, per l'alta temperatura i sequedat ambiental, el grau de perill d'incendi forestal. Tant el període fred, amb una mitjana al voltant dels 5 °C, com el càlid són llargs i relativament durs.

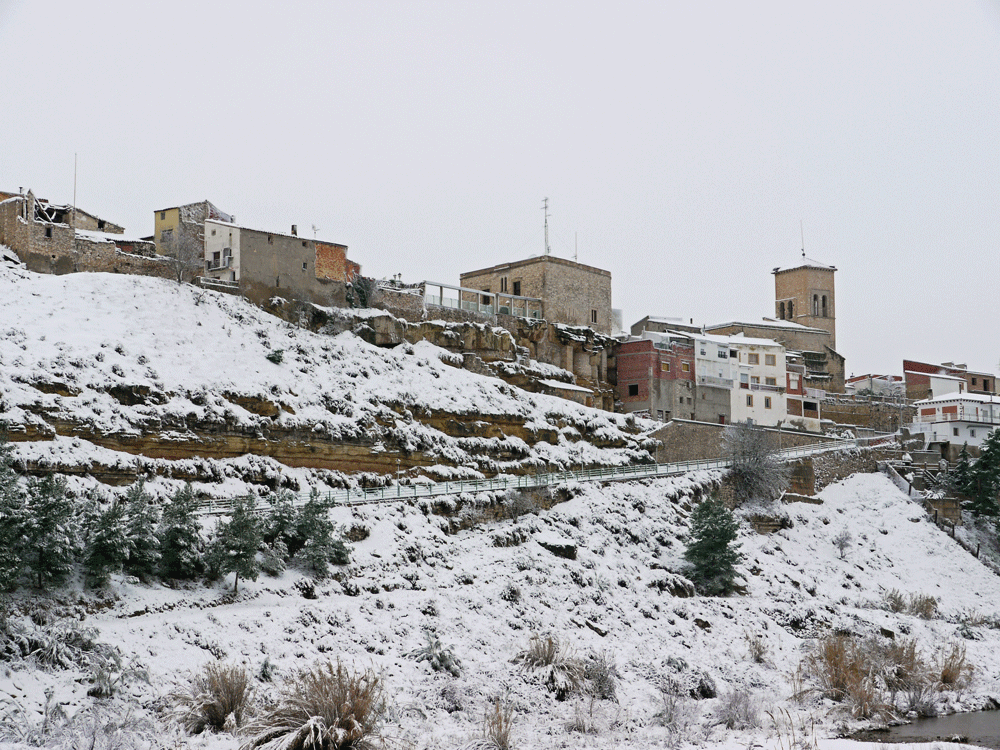
Nonasp nevat el 8 de gener de 2010

Les precipitacions, que se situen al voltant dels 385 mm anuals i els 65 mm durant els tres mesos d'estiu, són de les més baixes de la regió a causa de les masses d'aire que arriben, que solen ser seques i sense humitat per ser una zona voltada de muntanyes que l'aillen dels vents humits. És el relleu, per tant, el principal factor organitzador del mapa de pluges. La carestia de pluges, amb sequeres repetides, ha marcat el ritme de vida i l'economia del nostre poble. El règim pluviomètric, irregular i variable, amb llarga sequera, anys de pluges escasses i, en general, l'acumulació dels totals anuals en un nombre reduït de dies amb pluges intenses, empitjora encara més la relativa escassetat de pluja del nostre poble. Això no només té una gran importància climàtica, sinó també agrícola, ja que marca la disponibilitat d' aigua al llarg de l'any, la qual cosa fa que a la terra no li arribi la quantitat d'aigua necessària en cada moment.
El període de possibles gelades és bastant llarg, del novembre al maig, i es pot arribar a deu o més graus sota zero. Van acompanyades de rosades. Durant la meitat freda de l'any (entre el novembre i el febrer), es formen boires en les depressions i les valls interiors. Són boires nocturnes, que, en algunes zones, poden persistir alguns dies seguits. Les boires denses arriben a dipositar quantitats apreciables d'aigua. Si la temperatura baixa, es formen dipòsits de gel sobre la vegetació.
La neu és actualment un fenomen poc freqüent. En general, quan neva, el gruix és inferior normalment a un pam i aguanta pocs dies al terra, sense causar grans problemes en les comunicacions.
És característica la presència de forts vents del NO, anomenats cerç, que bufen amb més força a l'hivern i a la primavera, i sobrepassen amb facilitat els 75 km/h. S'ha de destacar també el garbí, que és un vent humit procedent de llevant i del sud-est.
El clima de Nonasp és, per tant, mediterrani de tendència una mica continental.

## Llocs d'interès
- El Castell de la Comanda. Rehabilitat l'any 1988, va convertir-se en la Casa consistorial.
- L'església de Sant Portomeu (Sant Bartomeu).
- L'ermita de la Mare de Déu de les Dos Aigües (segle xviii). Situada a 1 quilòmetre de la localitat, en la confluència dels rius Algars i Matarranya.
- El Museu etnològic dels Amics de Nonasp.[1]